# Sagar Prabhat
Sagar Prabhat – самопідіймальна бурова установка. Одна з перших установок у флоті індійської компанії Oil and Natural Gas Corporation (ONGC).
Судно спорудили в 1982 році на німецькій верфі Lindenau GmbH Schiffswerft & Maschinenfabrik у Кілі. За своїм архітектурно-конструктивним типом воно відносилось до самопідіймальних (jack-up) та мало 3 опори.
12 серпня 1988-го «Sagar Prabhat» виконувала роботи біля узбережжя штату Тамілнад. В цей день з Мадрасу до установки виконав два рейси гелікоптер Dauphin. При поверненні з другого рейсу гелікоптер мав відвідати іншу бурову установку «Badrinath», проте не зміг зробити це через погану погоду, а при подальшому слідуванні до Мадрасу впав у море. Загинули всі 10 осіб, що перебували на борту.
У 2013/2014 фінансовому році «Sagar Prabhat» вивели з експлуатації.